# 斯塔里格勒平原
斯塔里格勒平原是位於克羅埃西亞赫瓦爾島的一個古希臘殖民者農業遺跡，其歷史可追溯至西元前4世紀，現在仍在使用。斯塔里格勒平原被列為世界文化遺產。

## 图集

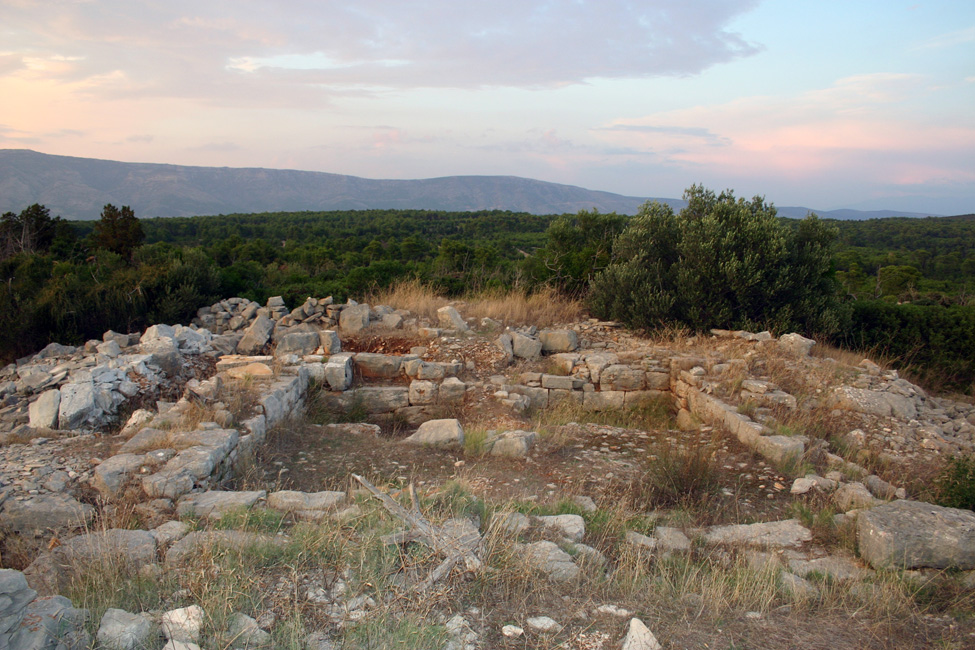
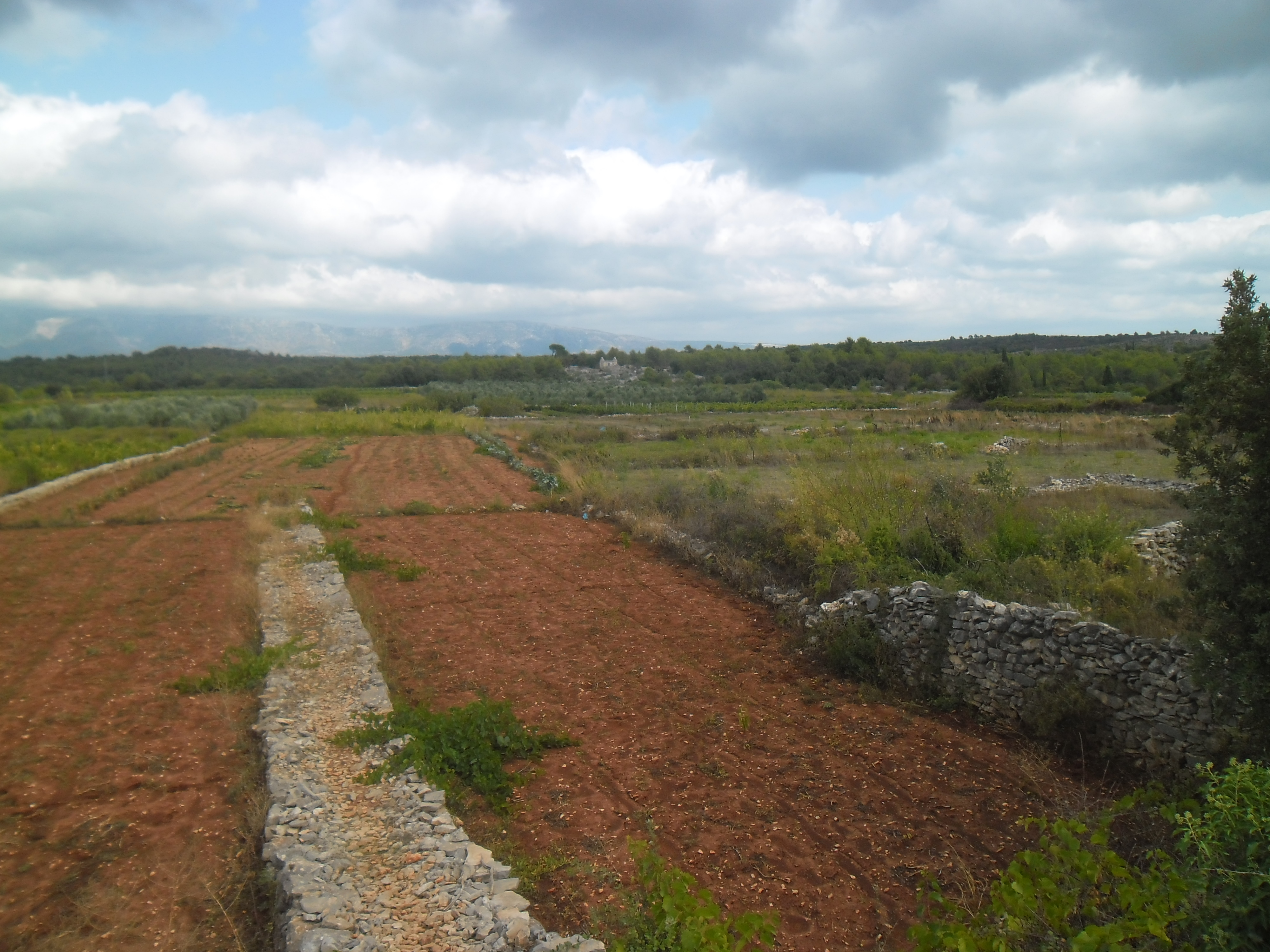
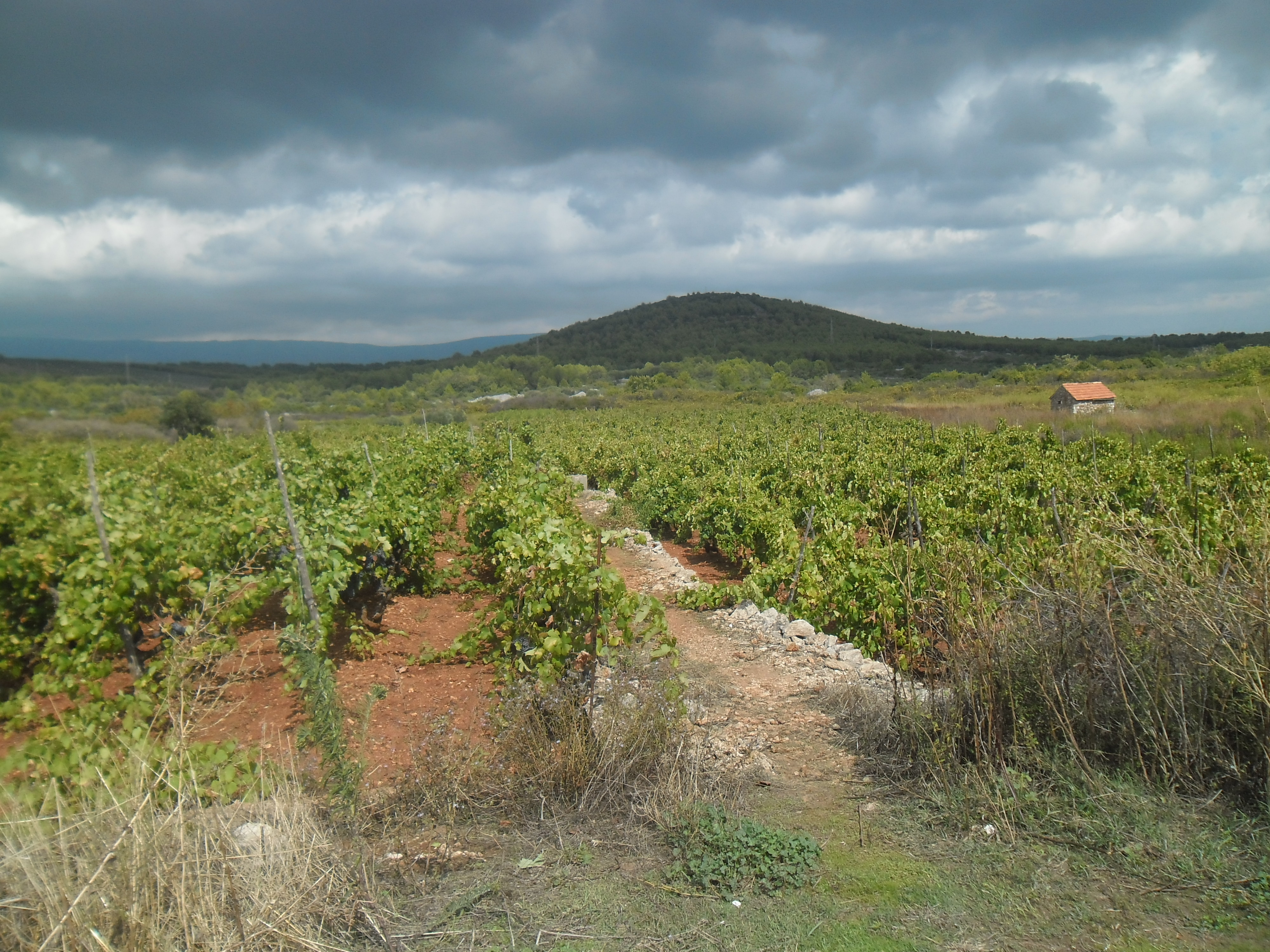
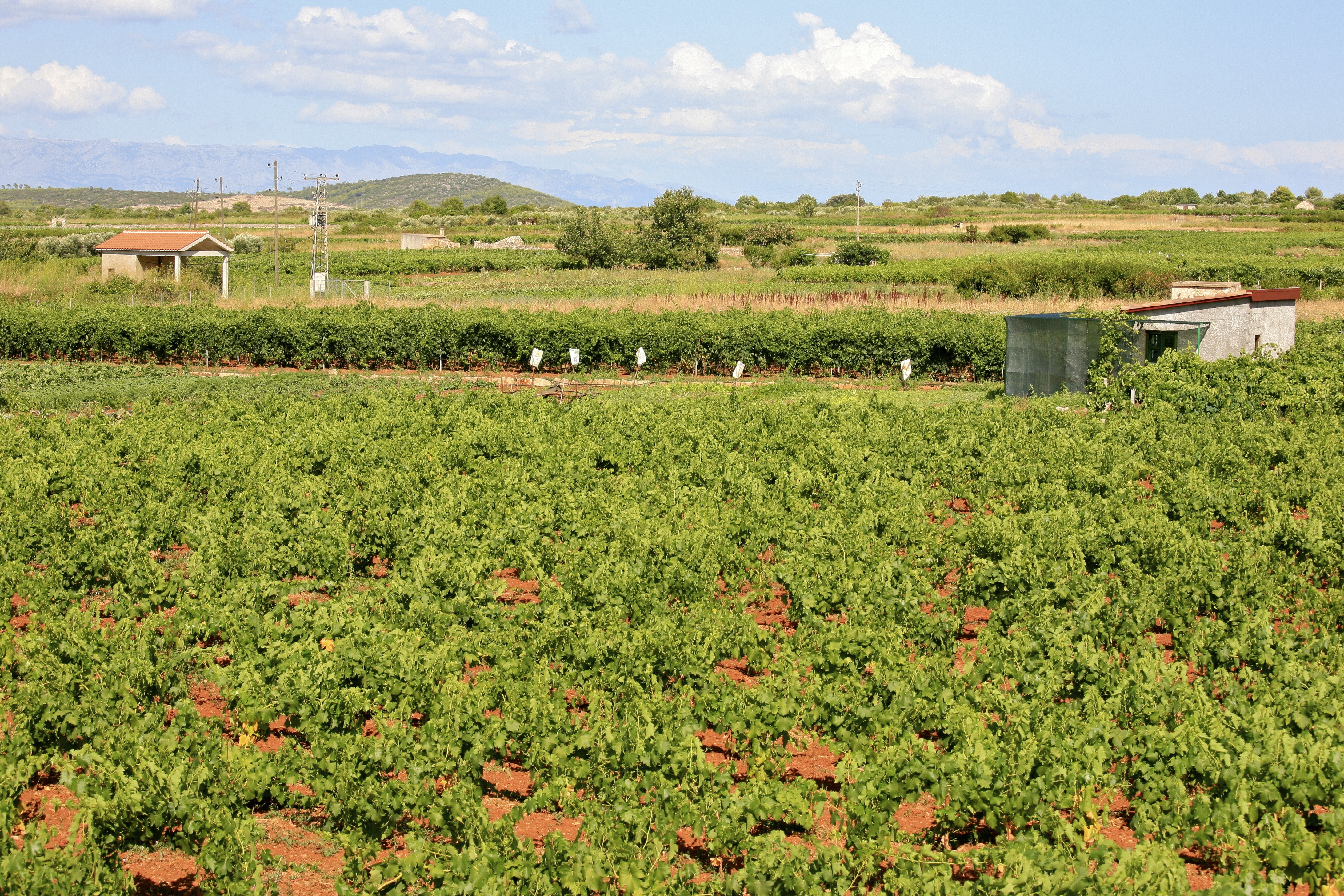

## 外部連結
- 官方网站 （页面存档备份，存于）

Template:达尔马提亚地标